# Cugy, Broye
Cugy là một đô thị trong huyện Broye thuộc bang Fribourg ở Thụy Sĩ. Ngày 1 tháng 1 năm 2005 Cugy sáp nhập thêm đô thị cũ trước đó độc lập Vesin.